# Geoprocesamiento
Geoprocesamiento es una operación de tratamiento o manipulación de datos espaciales realizada en un entorno SIG. Un Geoprocesamiento típico sería la operación de acceso a una base de datos espaciales, operar en aquella base de datos espaciales e incorporar el resultado de la operación como un nuevo dato al conjunto de datos espaciales.
Comúnmente las operaciones de Geoprocesamiento incluyen características geográficas, como superposición, selección de característica y análisis, procesamiento de topología, procesamiento de imágenes raster, conversión de datos y muchas otras.
El Geoprocesamiento es un proceso de ayuda a la definición, administración y análisis de información geográfica utilizado, entre otras finalidades, para el apoyo a la toma de decisiones.